# 西暦2525年
『西暦2525年』（せいれき2525ねん、英: In The Year 2525）は、1969年にメジャー発売された、ゼーガーとエバンズ (Zager and Evans) のヒット曲である。

## 概説
1968年にアメリカ・テキサス州のローカルレーベルであるTruth Recordsから発売され地元のラジオ局で流したところヒット、翌1969年にメジャーレーベル（RCAレコード）から発売された 。Billboard Hot 100で同年7月12日から6週連続1位を記録すると、イギリスのシングルチャートでも8月〜9月に3週連続で1位を記録する大ヒットとなった。この曲は遡る事5年前の1964年にリック・エバンズ (Rick Evans) が30分程で作ったといい、歌詞の内容も当時の社会背景から行き過ぎた環境破壊や人類の驕り、人類の危機に対する警鐘と人類滅亡の危機を歌ったものだという。環境問題を捉えた歌としてまた時代の先を読んだ歌として、現在でも評価が高い。
「西暦2525年」の累計売上は500万枚とも全世界2000万枚以上ともいわれる。
日本では1969年8月10日に発売されたが、9月8日のオリコンチャートから11週連続の10位圏内ランク（10月13日より2週連続で最高位の3位を記録）となり、40万枚近いセールスを記録している。
ゼーガーとエバンズはその後のヒット曲には恵まれず、1971年に解散している。

## カヴァー
- ザ・ヤンガーズ（1969年）
- Robin（Robinin）（1969年）
- トワ・エ・モワ（1969年）
  - アルバム『あなたと私とトワ・エ・モワ』に収録。
- 弘田三枝子（1970年）
  - アルバム『弘田三枝子'70 ポピュラー・ビッグ・ヒッツ!』に収録。
- ヴィサージ（1983年）
  - ベストアルバム『Fade to Grey – The Singles Collection』にて、未発表デモとして収録。
- 少女隊（1986年）
  - カバーアルバム『SUPER VARIO』に収録。
- Wink（1991年）
  - アルバム『Queen of Love』にて、「Mighty Mighty Love」と改題され収録。
- ライバッハ（1994年）
  - アルバム『NATO』にて、「2525」と改題され収録。

## 参考情報
- In The Year 2525 (Exordium & Terminus)（1969／全米, 全英共にNo.1）／ゼーガーとエバンズ（1969-1971）（三省堂ワードワイズ・ウェブ：歴史を彩った洋楽ナンバー～キーワードから読み解く歌物語～ 第99回）
- “世紀の一発屋”の放った大ヒット曲 ～ ♪西暦2525年 / ゼーガー＆エバンス - ウェイバックマシン（2013年12月12日アーカイブ分）（A Day In The Life ～懐かしき1曲）
- In the Year 2525　（西暦2525）/ゼーガー＆エバンス（60年代 オールディーズの時代 - Oldies）
- ビルボード・ナンバー1・ヒット1955～1970上巻 The Billboard book of number one hits:1955～1985 　著　フレッド・ブロンソン 　訳　井上憲一ほか 監修　かまち潤 音楽之友社  ISBN 4276236010　1988年発行